# Copa Libertadores da América de 2015
A Copa Libertadores da América de 2015, oficialmente Copa Bridgestone Libertadores 2015 por questões de patrocínio, foi a 56.ª edição da competição de futebol realizada anualmente pela Confederação Sul-Americana de Futebol (CONMEBOL). Foi realizada entre 3 de fevereiro e 5 de agosto de 2015. Participaram clubes das dez associações sul-americanas mais três clubes do México como associação convidada.
O River Plate, da Argentina, conquistou o terceiro título na sua história ao vencer o Tigres, do México, na final por um placar agregado de 3–0. Ao chegar a final da competição o River garantiu participação na Copa do Mundo de Clubes da FIFA de 2015 como representante da CONMEBOL, visto que o Tigres pertence a CONCACAF, onde a vaga na Copa do Mundo de Clubes da FIFA é obtida exclusivamente pela Liga dos Campeões da CONCACAF. Além da vaga na Copa do Mundo, o campeão disputou a Recopa Sul-Americana de 2016 com o clube vencedor da Copa Sul-Americana de 2015.

## Equipes classificadas

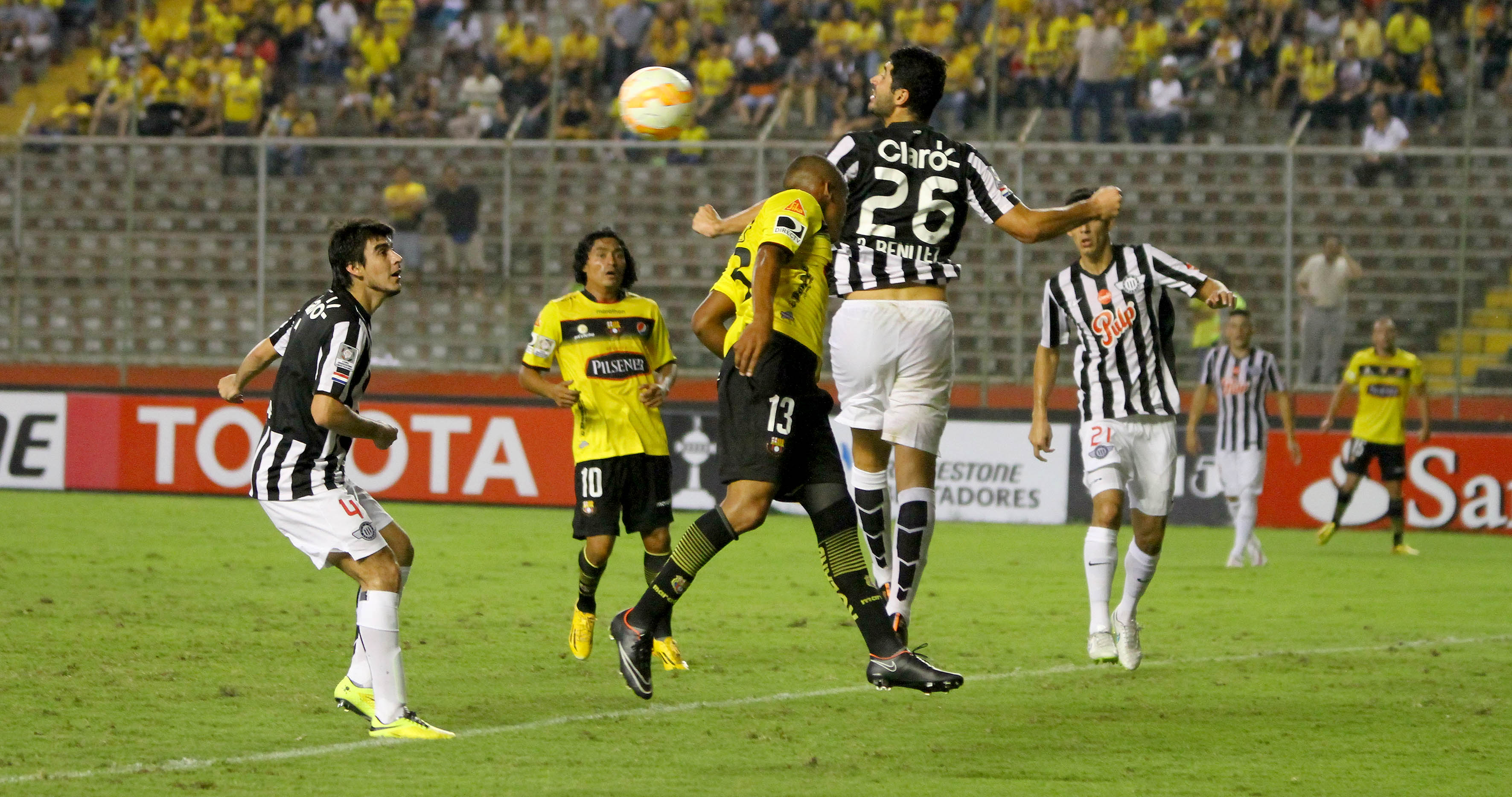
Partida entre Barcelona SC e Libertad, válida pelo grupo 7.

| País                                  | Equipe                  | Classificação                                               |
| ------------------------------------- | ----------------------- | ----------------------------------------------------------- |
| Argentina · (5 vagas + atual campeão) | San Lorenzo             | Campeão da Copa Libertadores 2014                           |
| Argentina · (5 vagas + atual campeão) | River Plate             | Campeão do Torneio Final 2014                               |
| Argentina · (5 vagas + atual campeão) | Racing                  | Campeão do Torneio Transición 2014                          |
| Argentina · (5 vagas + atual campeão) | Boca Juniors            | Melhor pontuação na temporada 2013–14                       |
| Argentina · (5 vagas + atual campeão) | Huracán                 | Campeão da Copa Argentina 2013–14                           |
| Argentina · (5 vagas + atual campeão) | Estudiantes             | Melhor colocado na Copa Sul-Americana 2014                  |
| Bolívia · (3 vagas)                   | Universitario de Sucre  | Campeão do Torneio Clausura 2014                            |
| Bolívia · (3 vagas)                   | San José                | Vice-campeão do Torneio Clausura 2014                       |
| Bolívia · (3 vagas)                   | The Strongest           | 3º colocado do Torneio Clausura 2014                        |
| Brasil · (5 vagas)                    | Cruzeiro                | Campeão do Campeonato Brasileiro Série A 2014               |
| Brasil · (5 vagas)                    | Atlético Mineiro        | Campeão da Copa do Brasil 2014                              |
| Brasil · (5 vagas)                    | São Paulo               | Vice-campeão do Campeonato Brasileiro Série A 2014          |
| Brasil · (5 vagas)                    | Internacional           | 3º colocado do Campeonato Brasileiro Série A 2014           |
| Brasil · (5 vagas)                    | Corinthians             | 4º colocado do Campeonato Brasileiro Série A 2014           |
| Chile · (3 vagas)                     | Colo-Colo               | Campeão do Torneo Clausura 2014                             |
| Chile · (3 vagas)                     | Universidad de Chile    | Campeão do Torneio Apertura 2014                            |
| Chile · (3 vagas)                     | Palestino               | Campeão da Liguilla do Torneio Apertura 2014                |
| Colômbia · (3 vagas)                  | Atlético Nacional       | Campeão do Torneio Apertura 2014                            |
| Colômbia · (3 vagas)                  | Santa Fe                | Campeão do Torneio Finalización 2014                        |
| Colômbia · (3 vagas)                  | Once Caldas             | Melhor pontuação na temporada 2014                          |
| Equador · (3 vagas)                   | Emelec                  | Campeão do Campeonato Equatoriano 2014                      |
| Equador · (3 vagas)                   | Barcelona de Guayaquil  | Vice-campeão do Campeonato Equatoriano 2014                 |
| Equador · (3 vagas)                   | Independiente del Valle | 3º colocado no Campeonato Equatoriano 2014                  |
| Paraguai · (3 vagas)                  | Libertad                | Campeão do Torneio Apertura e Clausura 2014                 |
| Paraguai · (3 vagas)                  | Guaraní                 | Melhor pontuação na temporada 2014                          |
| Paraguai · (3 vagas)                  | Cerro Porteño           | 2ª melhor pontuação na temporada 2014                       |
| Peru · (3 vagas)                      | Sporting Cristal        | Campeão do Campeonato Descentralizado 2014                  |
| Peru · (3 vagas)                      | Juan Aurich             | Vice-campeão do Campeonato Descentralizado 2014             |
| Peru · (3 vagas)                      | Alianza Lima            | Campeão do Torneio del Inca 2014                            |
| Uruguai · (3 vagas)                   | Danubio                 | Campeão do Campeonato Uruguaio 2013–14                      |
| Uruguai · (3 vagas)                   | Montevideo Wanderers    | Vice-campeão do Campeonato Uruguaio 2013–14                 |
| Uruguai · (3 vagas)                   | Nacional                | Melhor pontuação na temporada 2013–14                       |
| Venezuela · (3 vagas)                 | Zamora                  | Campeão do Campeonato Venezuelano 2013–14                   |
| Venezuela · (3 vagas)                 | Mineros de Guayana      | Vice-campeão do Campeonato Venezuelano 2013–14              |
| Venezuela · (3 vagas)                 | Deportivo Táchira       | Melhor pontuação na temporada 2013–14                       |
| México · (3 vagas)                    | Tigres UANL             | Melhor colocado na fase classificatória do Apertura 2014    |
| México · (3 vagas)                    | Atlas                   | 2º melhor colocado na fase classificatória do Apertura 2014 |
| México · (3 vagas)                    | Monarcas Morelia        | Campeão da Supercopa MX 2014                                |

## Calendário
Para a composição do calendário foi considerada a quarta-feira de cada semana, mas os jogos poderiam ser às terças e quintas. Entre as quartas de final e as semifinais ocorreu uma paralisação do torneio para a disputa da Copa América de 2015, no Chile. O calendário da Copa Libertadores 2015 teve as seguintes datas:
| Fase             | Ida                           | Volta                         |
| ---------------- | ----------------------------- | ----------------------------- |
| Primeira fase    | 4 de fevereiro                | 11 de fevereiro               |
| Fase de grupos   | 18 de fevereiro a 22 de abril | 18 de fevereiro a 22 de abril |
| Oitavas de final | 29 de abril a 6 de maio       | 6 a 13 de maio                |
| Quartas de final | 19 de maio a 21 de maio       | 26 de maio a 28 de maio       |
| Semifinais       | 15 de julho                   | 22 de julho                   |
| Finais           | 29 de julho                   | 5 de agosto                   |

## Sorteio
O sorteio foi realizado dia 2 de dezembro, no Centro de Convenções da CONMEBOL em Luque, no Paraguai.
|                | Pote 1 | Pote 1 | Pote 2 | Pote 2 |
| -------------- | --- | --- | --- | --- |
| Primeira fase  | - Huracán - Estudiantes[a] - The Strongest - Once Caldas[a] - Cerro Porteño[a] - Nacional                                  | - Huracán - Estudiantes[a] - The Strongest - Once Caldas[a] - Cerro Porteño[a] - Nacional                                                    | - Palestino[a] - Corinthians[a] - Independiente del Valle[a] - Monarcas Morelia - Alianza Lima[a] - Deportivo Táchira              | - Palestino[a] - Corinthians[a] - Independiente del Valle[a] - Monarcas Morelia - Alianza Lima[a] - Deportivo Táchira                                                                   |
|                | Pote 1 | Pote 2 | Pote 3 | Pote 4 |
| Fase de grupos | - San Lorenzo - River Plate - Cruzeiro - Atlético Mineiro - Atlético Nacional - Emelec[EQU] - Sporting Cristal[a] - Zamora | - Racing[a] - Boca Juniors[a] - São Paulo - Internacional[a] - Santa Fe[a] - Barcelona de Guayaquil[a] - Juan Aurich[a] - Mineros de Guayana | - Universitario de Sucre - San José - Colo-Colo - Universidad de Chile[a] - Libertad - Guaraní[a] - Danubio - Montevideo Wanderers | - Tigres UANL - Atlas - Vencedor primeira fase 1 - Vencedor primeira fase 2 - Vencedor primeira fase 3 - Vencedor primeira fase 4 - Vencedor primeira fase 5 - Vencedor primeira fase 6 |

a. ^ Não definido à época do sorteio.
Nota
- EQU ^  No sorteio o Emelec apareceu como Equador 1 antes da definição do Campeonato Equatoriano por ter vencido a primeira etapa do certame.[6] No dia seguinte a Federação Equatoriana de Futebol reconheceu o erro e a vaga designada como Equador 1 seria ocupada pelo vencedor do confronto final entre os campeões da primeira e da segunda etapa, onde se definiria o campeão equatoriano.[7][8] Como o Emelec venceu o campeonato essa retificação acabou por se tornar nula.

## Primeira fase
| v d e |

| Chave | Equipe 1                | Total    | Equipe 2      | Ida | Volta |
| ----- | ----------------------- | -------- | ------------- | --- | ----- |
| G1    | Alianza Lima            | 0–4      | Huracán       | 0–4 | 0–0   |
| G2    | Independiente del Valle | 1–4      | Estudiantes   | 1–0 | 0–4   |
| G3    | Deportivo Táchira       | 4–3      | Cerro Porteño | 2–1 | 2–2   |
| G4    | Monarcas Morelia        | 1–3      | The Strongest | 1–1 | 0–2   |
| G5    | Palestino               | 2–2 (gf) | Nacional      | 1–0 | 1–2   |
| G6    | Corinthians             | 5–1      | Once Caldas   | 4–0 | 1–1   |

## Fase de grupos

### Grupo 1
| Pos | Equipe           | Pts | J | V | E | D | GP | GC | SG | Classificado |     | SFE | CAM | CCL | ATL |
| --- | ---------------- | --- | - | - | - | - | -- | -- | -- | ------------ | --- | --- | --- | --- | --- |
| 1   | Santa Fe         | 12  | 6 | 4 | 0 | 2 | 10 | 5  | +5 | Fase final   |     | —   | 0–1 | 3–1 | 3–1 |
| 2   | Atlético Mineiro | 9   | 6 | 3 | 0 | 3 | 5  | 4  | +1 | Fase final   |     | 2–0 | —   | 2–0 | 0–1 |
| 3   | Colo-Colo        | 9   | 6 | 3 | 0 | 3 | 8  | 9  | −1 |              |     | 0–3 | 2–0 | —   | 2–0 |
| 4   | Atlas            | 6   | 6 | 2 | 0 | 4 | 4  | 9  | −5 |              | 0–1 | 1–0 | 1–3 | —   |     |

### Grupo 2
| Pos | Equipe      | Pts | J | V | E | D | GP | GC | SG  | Classificado |     | COR | SPA | SLA | DAN |
| --- | ----------- | --- | - | - | - | - | -- | -- | --- | ------------ | --- | --- | --- | --- | --- |
| 1   | Corinthians | 13  | 6 | 4 | 1 | 1 | 9  | 3  | +6  | Fase final   |     | —   | 2–0 | 0–0 | 4–0 |
| 2   | São Paulo   | 12  | 6 | 4 | 0 | 2 | 9  | 4  | +5  | Fase final   |     | 2–0 | —   | 1–0 | 4–0 |
| 3   | San Lorenzo | 7   | 6 | 2 | 1 | 3 | 3  | 4  | −1  |              |     | 0–1 | 1–0 | —   | 0–1 |
| 4   | Danubio     | 3   | 6 | 1 | 0 | 5 | 4  | 14 | −10 |              | 1–2 | 1–2 | 1–2 | —   |     |

### Grupo 3
| Pos | Equipe                 | Pts | J | V | E | D | GP | GC | SG | Classificado |     | CRU | UNI | HUR | MIN |
| --- | ---------------------- | --- | - | - | - | - | -- | -- | -- | ------------ | --- | --- | --- | --- | --- |
| 1   | Cruzeiro               | 11  | 6 | 3 | 2 | 1 | 8  | 3  | +5 | Fase final   |     | —   | 2–0 | 0–0 | 3–0 |
| 2   | Universitario de Sucre | 9   | 6 | 2 | 3 | 1 | 4  | 3  | +1 | Fase final   |     | 0–0 | —   | 0–0 | 2–0 |
| 3   | Huracán                | 7   | 6 | 1 | 4 | 1 | 6  | 7  | −1 |              |     | 3–1 | 1–1 | —   | 2–2 |
| 4   | Mineros de Guayana     | 4   | 6 | 1 | 1 | 4 | 5  | 10 | −5 |              | 0–2 | 0–1 | 3–0 | —   |     |

### Grupo 4
| Pos | Equipe               | Pts | J | V | E | D | GP | GC | SG | Classificado |     | INT | EME | STR | UCH |
| --- | -------------------- | --- | - | - | - | - | -- | -- | -- | ------------ | --- | --- | --- | --- | --- |
| 1   | Internacional        | 13  | 6 | 4 | 1 | 1 | 13 | 7  | +6 | Fase final   |     | —   | 3–2 | 1–0 | 3–1 |
| 2   | Emelec               | 10  | 6 | 3 | 1 | 2 | 9  | 5  | +4 | Fase final   |     | 1–1 | —   | 3–0 | 2–0 |
| 3   | The Strongest        | 9   | 6 | 3 | 0 | 3 | 10 | 11 | −1 |              |     | 3–1 | 1–0 | —   | 5–3 |
| 4   | Universidad de Chile | 3   | 6 | 1 | 0 | 5 | 7  | 16 | −9 |              | 0–4 | 0–1 | 3–1 | —   |     |

### Grupo 5
| Pos | Equipe               | Pts | J | V | E | D | GP | GC | SG  | Classificado |     | BOC | WAN | PAL | ZAM |
| --- | -------------------- | --- | - | - | - | - | -- | -- | --- | ------------ | --- | --- | --- | --- | --- |
| 1   | Boca Juniors         | 18  | 6 | 6 | 0 | 0 | 19 | 2  | +17 | Fase final   |     | —   | 2–1 | 2–0 | 5–0 |
| 2   | Montevideo Wanderers | 10  | 6 | 3 | 1 | 2 | 9  | 8  | +1  | Fase final   |     | 0–3 | —   | 1–0 | 3–2 |
| 3   | Palestino            | 7   | 6 | 2 | 1 | 3 | 6  | 6  | 0   |              |     | 0–2 | 1–1 | —   | 4–0 |
| 4   | Zamora               | 0   | 6 | 0 | 0 | 6 | 3  | 21 | −18 |              | 1–5 | 0–3 | 0–1 | —   |     |

### Grupo 6
| Pos | Equipe      | Pts | J | V | E | D | GP | GC | SG | Classificado |     | TIG | RIV | JUA | SJO |
| --- | ----------- | --- | - | - | - | - | -- | -- | -- | ------------ | --- | --- | --- | --- | --- |
| 1   | Tigres UANL | 14  | 6 | 4 | 2 | 0 | 16 | 7  | +9 | Fase final   |     | —   | 2–2 | 3–0 | 4–0 |
| 2   | River Plate | 7   | 6 | 1 | 4 | 1 | 8  | 7  | +1 | Fase final   |     | 1–1 | —   | 1–1 | 3–0 |
| 3   | Juan Aurich | 6   | 6 | 1 | 3 | 2 | 9  | 11 | −2 |              |     | 4–5 | 1–1 | —   | 2–0 |
| 4   | San José    | 4   | 6 | 1 | 1 | 4 | 3  | 11 | −8 |              | 0–1 | 2–0 | 1–1 | —   |     |

### Grupo 7
| Pos | Equipe                 | Pts | J | V | E | D | GP | GC | SG | Classificado |     | CAN | EST | LIB | BAR |
| --- | ---------------------- | --- | - | - | - | - | -- | -- | -- | ------------ | --- | --- | --- | --- | --- |
| 1   | Atlético Nacional      | 11  | 6 | 3 | 2 | 1 | 12 | 7  | +5 | Fase final   |     | —   | 1–1 | 4–0 | 2–3 |
| 2   | Estudiantes            | 10  | 6 | 3 | 1 | 2 | 7  | 3  | +4 | Fase final   |     | 0–1 | —   | 1–0 | 3–0 |
| 3   | Libertad               | 8   | 6 | 2 | 2 | 2 | 5  | 8  | −3 |              |     | 2–2 | 1–0 | —   | 1–1 |
| 4   | Barcelona de Guayaquil | 4   | 6 | 1 | 1 | 4 | 5  | 11 | −6 |              | 1–2 | 0–2 | 0–1 | —   |     |

### Grupo 8
| Pos | Equipe            | Pts | J | V | E | D | GP | GC | SG | Classificado |     | RAC | GUA | CRI | TAC |
| --- | ----------------- | --- | - | - | - | - | -- | -- | -- | ------------ | --- | --- | --- | --- | --- |
| 1   | Racing            | 12  | 6 | 4 | 0 | 2 | 15 | 7  | +8 | Fase final   |     | —   | 4–1 | 1–2 | 3–2 |
| 2   | Guaraní           | 9   | 6 | 2 | 3 | 1 | 12 | 10 | +2 | Fase final   |     | 2–0 | —   | 2–2 | 5–2 |
| 3   | Sporting Cristal  | 7   | 6 | 1 | 4 | 1 | 6  | 7  | −1 |              |     | 0–2 | 1–1 | —   | 1–1 |
| 4   | Deportivo Táchira | 3   | 6 | 0 | 3 | 3 | 6  | 15 | −9 |              | 0–5 | 1–1 | 0–0 | —   |     |

## Classificação para a fase final
Para a determinação das chaves da fase de oitavas de final em diante, as equipes foram divididas entre os primeiros colocados e os segundos colocados na fase de grupos, definindo os cruzamentos da seguinte forma: 1º vs. 16º, 2º vs. 15º, 3º vs. 14º, 4º vs. 13º, 5º vs. 12º, 6º vs. 11º, 7º vs. 10º e 8º vs. 9º, sendo de 1º a 8º os primeiros de cada grupo e de 9º a 16º os segundos.
Esta classificação também serve para determinar em todas as fases seguintes qual time jogará a partida de volta em casa, sendo sempre o time de melhor colocação a ter este direito.
Caso duas equipes de um mesmo país se classifiquem para a fase semifinal, elas obrigatoriamente terão que se enfrentar, mesmo que o emparelhamento não aponte para isso. Se na decisão, uma das equipes for do México, a primeira partida da final será obrigatoriamente em território mexicano.
Tabela de classificação
| Pos. | Primeiros dos grupos | Pts | J | V | E | D | GP | GC | SG  | Ap   |
| ---- | -------------------- | --- | - | - | - | - | -- | -- | --- | ---- |
| 1    | Boca Juniors         | 18  | 6 | 6 | 0 | 0 | 19 | 2  | +17 | 100% |
| 2    | Tigres UANL          | 14  | 6 | 4 | 2 | 0 | 16 | 7  | +9  | 78%  |
| 3    | Internacional        | 13  | 6 | 4 | 1 | 1 | 13 | 7  | +6  | 72%  |
| 4    | Corinthians          | 13  | 6 | 4 | 1 | 1 | 9  | 3  | +6  | 72%  |
| 5    | Racing               | 12  | 6 | 4 | 0 | 2 | 15 | 7  | +8  | 67%  |
| 6    | Santa Fe             | 12  | 6 | 4 | 0 | 2 | 10 | 5  | +5  | 67%  |
| 7    | Atlético Nacional    | 11  | 6 | 3 | 2 | 1 | 12 | 7  | +5  | 61%  |
| 8    | Cruzeiro             | 11  | 6 | 3 | 2 | 1 | 8  | 3  | +5  | 61%  |

| Pos. | Segundos dos grupos    | Pts | J | V | E | D | GP | GC | SG | Ap  |
| ---- | ---------------------- | --- | - | - | - | - | -- | -- | -- | --- |
| 9    | São Paulo              | 12  | 6 | 4 | 0 | 2 | 9  | 4  | +5 | 67% |
| 10   | Emelec                 | 10  | 6 | 3 | 1 | 2 | 9  | 5  | +4 | 55% |
| 11   | Estudiantes            | 10  | 6 | 3 | 1 | 2 | 7  | 3  | +4 | 55% |
| 12   | Montevideo Wanderers   | 10  | 6 | 3 | 1 | 2 | 9  | 8  | +1 | 55% |
| 13   | Guaraní                | 9   | 6 | 2 | 3 | 1 | 12 | 10 | +2 | 50% |
| 14   | Atlético Mineiro       | 9   | 6 | 3 | 0 | 3 | 5  | 4  | +1 | 50% |
| 15   | Universitario de Sucre | 9   | 6 | 2 | 3 | 1 | 4  | 3  | +1 | 50% |
| 16   | River Plate            | 7   | 6 | 1 | 4 | 1 | 8  | 7  | +1 | 39% |

## Fase final
Em itálico, os times que possuem o mando de campo no primeiro jogo do confronto e em negrito os times classificados.
|  | Oitavas de final            | Oitavas de final            | Oitavas de final            | Oitavas de final            |   |             | Quartas de final   | Quartas de final   | Quartas de final   | Quartas de final   |  |               | Semifinais          | Semifinais          | Semifinais          | Semifinais          |             |   | Final                     | Final                     | Final                     | Final                     |
|  | de 28 de abril a 14 de maio | de 28 de abril a 14 de maio | de 28 de abril a 14 de maio | de 28 de abril a 14 de maio |   |             | de 19 a 28 de maio | de 19 a 28 de maio | de 19 a 28 de maio | de 19 a 28 de maio |  |               | de 14 a 22 de julho | de 14 a 22 de julho | de 14 a 22 de julho | de 14 a 22 de julho |             |   | 29 de julho e 5 de agosto | 29 de julho e 5 de agosto | 29 de julho e 5 de agosto | 29 de julho e 5 de agosto |
|  |                             |                             |                             |                             |   |             |                    |                    |                    |                    |  |               |                     |                     |                     |                     |             |   |                           |                           |                           |                           |
|  | Estudiantes                 | 2                           | 0                           | 2                           |   |             |                    |                    |                    |                    |  |               |                     |                     |                     |                     |             |   |                           |                           |                           |                           |
|  | Santa Fe                    | 1                           | 2                           | 3                           |   |             |                    |                    |                    |                    |  |               |                     |                     |                     |                     |             |   |                           |                           |                           |                           |
|  | Santa Fe                    | 1                           | 2                           | 3                           |   | Santa Fe    | 1                  | 0                  | 1                  |                    |  |               |                     |                     |                     |                     |             |   |                           |                           |                           |                           |
|  |                             |                             |                             |                             |   | Santa Fe    | 1                  | 0                  | 1                  |                    |  |               |                     |                     |                     |                     |             |   |                           |                           |                           |                           |
|  |                             | Internacional               | 0                           | 2                           | 2 |             |                    |                    |                    |                    |  |               |                     |                     |                     |                     |             |   |                           |                           |                           |                           |
|  | Atlético Mineiro            | Internacional               | 0                           | 2                           | 2 | 2           | 1                  | 3                  |                    |                    |  |               |                     |                     |                     |                     |             |   |                           |                           |                           |                           |
|  | Atlético Mineiro            |                             |                             |                             |   | 2           | 1                  | 3                  |                    |                    |  |               |                     |                     |                     |                     |             |   |                           |                           |                           |                           |
|  | Internacional               | 2                           | 3                           | 5                           |   |             |                    |                    |                    |                    |  |               |                     |                     |                     |                     |             |   |                           |                           |                           |                           |
|  | Internacional               | 2                           | 3                           | 5                           |   |             |                    |                    |                    |                    |  | Internacional | 2                   | 1                   | 3                   |                     |             |   |                           |                           |                           |                           |
|  |                             |                             |                             |                             |   |             |                    |                    |                    |                    |  | Internacional | 2                   | 1                   | 3                   |                     |             |   |                           |                           |                           |                           |
|  |                             | Tigres UANL                 | 1                           | 3                           | 4 |             |                    |                    |                    |                    |  |               |                     |                     |                     |                     |             |   |                           |                           |                           |                           |
|  | Emelec                      | Tigres UANL                 | 1                           | 3                           | 4 | 2           | 0                  | 2                  |                    |                    |  |               |                     |                     |                     |                     |             |   |                           |                           |                           |                           |
|  | Emelec                      |                             |                             |                             |   | 2           | 0                  | 2                  |                    |                    |  |               |                     |                     |                     |                     |             |   |                           |                           |                           |                           |
|  | Atlético Nacional           | 0                           | 1                           | 1                           |   |             |                    |                    |                    |                    |  |               |                     |                     |                     |                     |             |   |                           |                           |                           |                           |
|  | Atlético Nacional           | 0                           | 1                           | 1                           |   | Emelec      | 1                  | 0                  | 1                  |                    |  |               |                     |                     |                     |                     |             |   |                           |                           |                           |                           |
|  |                             |                             |                             |                             |   | Emelec      | 1                  | 0                  | 1                  |                    |  |               |                     |                     |                     |                     |             |   |                           |                           |                           |                           |
|  |                             | Tigres UANL                 | 0                           | 2                           | 2 |             |                    |                    |                    |                    |  |               |                     |                     |                     |                     |             |   |                           |                           |                           |                           |
|  | Universitario de Sucre      | Tigres UANL                 | 0                           | 2                           | 2 | 1           | 1                  | 2                  |                    |                    |  |               |                     |                     |                     |                     |             |   |                           |                           |                           |                           |
|  | Universitario de Sucre      |                             |                             |                             |   | 1           | 1                  | 2                  |                    |                    |  |               |                     |                     |                     |                     |             |   |                           |                           |                           |                           |
|  | Tigres UANL                 | 2                           | 1                           | 3                           |   |             |                    |                    |                    |                    |  |               |                     |                     |                     |                     |             |   |                           |                           |                           |                           |
|  | Tigres UANL                 | 2                           | 1                           | 3                           |   |             |                    |                    |                    |                    |  |               |                     |                     |                     |                     | Tigres UANL | 0 | 0                         | 0                         |                           |                           |
|  |                             |                             |                             |                             |   |             |                    |                    |                    |                    |  |               |                     |                     |                     |                     |             | 0 | 0                         | 0                         |                           |                           |
|  |                             | River Plate                 | 0                           | 3                           | 3 |             |                    |                    |                    |                    |  |               |                     |                     |                     |                     |             |   |                           |                           |                           |                           |
|  | River Plate                 | River Plate                 | 0                           | 3                           | 3 | 1           | 0                  | 1                  |                    |                    |  |               |                     |                     |                     |                     |             |   |                           |                           |                           |                           |
|  | River Plate                 |                             |                             |                             |   | 1           | 0                  | 1                  |                    |                    |  |               |                     |                     |                     |                     |             |   |                           |                           |                           |                           |
|  | Boca Juniors                | 0                           | 0                           | 0                           |   |             |                    |                    |                    |                    |  |               |                     |                     |                     |                     |             |   |                           |                           |                           |                           |
|  | Boca Juniors                | 0                           | 0                           | 0                           |   | River Plate | 0                  | 3                  | 3                  |                    |  |               |                     |                     |                     |                     |             |   |                           |                           |                           |                           |
|  |                             |                             |                             |                             |   | River Plate | 0                  | 3                  | 3                  |                    |  |               |                     |                     |                     |                     |             |   |                           |                           |                           |                           |
|  |                             | Cruzeiro                    | 1                           | 0                           | 1 |             |                    |                    |                    |                    |  |               |                     |                     |                     |                     |             |   |                           |                           |                           |                           |
|  | São Paulo                   | Cruzeiro                    | 1                           | 0                           | 1 | 1           | 0                  | 1 (3)              |                    |                    |  |               |                     |                     |                     |                     |             |   |                           |                           |                           |                           |
|  | São Paulo                   |                             |                             |                             |   | 1           | 0                  | 1 (3)              |                    |                    |  |               |                     |                     |                     |                     |             |   |                           |                           |                           |                           |
|  | Cruzeiro (pen)              | 0                           | 1                           | 1 (4)                       |   |             |                    |                    |                    |                    |  |               |                     |                     |                     |                     |             |   |                           |                           |                           |                           |
|  | Cruzeiro (pen)              | 0                           | 1                           | 1 (4)                       |   |             |                    |                    |                    |                    |  | River Plate   | 2                   | 1                   | 3                   |                     |             |   |                           |                           |                           |                           |
|  |                             |                             |                             |                             |   |             |                    |                    |                    |                    |  | River Plate   | 2                   | 1                   | 3                   |                     |             |   |                           |                           |                           |                           |
|  |                             | Guaraní                     | 0                           | 1                           | 1 |             |                    |                    |                    |                    |  |               |                     |                     |                     |                     |             |   |                           |                           |                           |                           |
|  | Guaraní                     | Guaraní                     | 0                           | 1                           | 1 | 2           | 1                  | 3                  |                    |                    |  |               |                     |                     |                     |                     |             |   |                           |                           |                           |                           |
|  | Guaraní                     |                             |                             |                             |   | 2           | 1                  | 3                  |                    |                    |  |               |                     |                     |                     |                     |             |   |                           |                           |                           |                           |
|  | Corinthians                 | 0                           | 0                           | 0                           |   |             |                    |                    |                    |                    |  |               |                     |                     |                     |                     |             |   |                           |                           |                           |                           |
|  | Corinthians                 | 0                           | 0                           | 0                           |   | Guaraní     | 1                  | 0                  | 1                  |                    |  |               |                     |                     |                     |                     |             |   |                           |                           |                           |                           |
|  |                             |                             |                             |                             |   | Guaraní     | 1                  | 0                  | 1                  |                    |  |               |                     |                     |                     |                     |             |   |                           |                           |                           |                           |
|  |                             | Racing                      | 0                           | 0                           | 0 |             |                    |                    |                    |                    |  |               |                     |                     |                     |                     |             |   |                           |                           |                           |                           |
|  | Montevideo Wanderers        | Racing                      | 0                           | 0                           | 0 | 1           | 1                  | 2                  |                    |                    |  |               |                     |                     |                     |                     |             |   |                           |                           |                           |                           |
|  | Montevideo Wanderers        |                             |                             |                             |   | 1           | 1                  | 2                  |                    |                    |  |               |                     |                     |                     |                     |             |   |                           |                           |                           |                           |
|  | Racing                      | 1                           | 2                           | 3                           |   |             |                    |                    |                    |                    |  |               |                     |                     |                     |                     |             |   |                           |                           |                           |                           |

### Final
Apesar de ter melhor campanha na fase de grupos, o Tigres não fez o jogo de volta em casa, pois, pelo regulamento, a competição deveria necessariamente terminar em solo sul-americano.
Jogo de ida
| 29 de julho   | Tigres UANL | 0 – 0     | River Plate | Estádio Universitario, San Nicolás de los Garza |
| 20:00 (UTC−5) |             | Relatório |             | Árbitro: PAR Antonio Arias                      |

Jogo de volta
| 5 de agosto   | River Plate                                     | 3 – 0     | Tigres UANL | Estádio Monumental de Núñez, Buenos Aires |
| 22:00 (UTC−3) | Alario 44' · Sánchez 74' (pen) · Funes Mori 78' | Relatório |             | Árbitro: URU Darío Ubríaco                |

## Premiação
| Copa Libertadores da América de 2015 |
| Argentina                            |
| ------------------------------------ |
| RIVER PLATE Campeão (3º título)      |

### Seleção do Campeonato
| Pos. | Jogador             | Clube         |
| ---- | ------------------- | ------------- |
| G    | Marcelo Barovero    | River Plate   |
| Z    | Jonathan Maidana    | River Plate   |
| Z    | Ramiro Funes Mori   | River Plate   |
| Z    | Hugo Ayala          | Tigres UANL   |
| V    | Matías Kranevitter  | River Plate   |
| V    | Egidio Arévalo      | Tigres UANL   |
| M    | Andrés D'Alessandro | Internacional |
| M    | Carlos Sánchez      | River Plate   |
| A    | Federico Santander  | Guaraní       |
| A    | Gustavo Bou         | Racing        |
| A    | Rodrigo Mora        | River Plate   |

## Artilharia
| 8 gols (1) - Gustavo Bou (Racing) 7 gols (1) - Guido Carrillo (Estudiantes) 6 gols (2) - Federico Santander (Guaraní) - Miler Bolaños (Emelec) 5 gols (3) - Esteban Paredes (Colo-Colo) - Valdívia (Internacional) 4 gols (16) - Andrés D'Alessandro (Internacional) - Carlos Andrés Sánchez (River Plate) - Diego Milito (Racing) - Elias (Corinthians) - Enrique Esqueda (Tigres UANL) - Fernando Fernández (Guaraní) - Joffre Guerrón (Tigres UANL) - Leandro Damião (Cruzeiro) - Luis Carlos Ruiz (Atlético Nacional) - Pablo Escobar (The Strongest) - Paolo Guerrero (Corinthians) - Rafael Sóbis (Tigres UANL) - Ramón Ábila (Huracán) - Rodrigo Mora (River Plate) - Wilson Morelo (Santa Fe) - Zamir Valoyes (Mineros de Guayana) 3 gols (18) - Alejandro Chumacero (The Strongest) - Alexandre Pato (São Paulo) - Ángel Mena (Emelec) - Brahian Alemán (Barcelona SC) - Brian Fernández (Racing) - Carlos Lobatón (Sporting Cristal) - César Eduardo González (Deportivo Táchira) - Egidio Arévalo (Tigres UANL) - Jonathan Calleri (Boca Juniors) - Julián Benítez (Guaraní) - Lisandro López (Internacional) - Lucas Pratto (Atlético Mineiro) - Matías Santos (Montevideo Wanderers) - Nilmar (Internacional) - Pablo Daniel Osvaldo (Boca Juniors) - Sebastián Ubilla (Universidad de Chile) - Teófilo Gutiérrez (River Plate) - Yulián Mejía (Atlético Nacional) 2 gols (33) - Andrés Chávez (Boca Juniors) - Carlos Javier López (Deportivo Táchira) - Damián Álvarez (Tigres UANL) - Diego Chaves (Palestino) - Diego Wayar (The Strongest) - Eduardo Sasha (Internacional) - Ely Esterilla (Barcelona SC) - Felipe (Corinthians) - Gabriel Mercado (River Plate) - Gastón Rodríguez (Montevideo Wanderers) - Gelmin Rivas (Deportivo Táchira) - Germán Pacheco (Juan Aurich) - Gustavo Canales (Universidad de Chile) - Jádson (Corinthians) - Jhon Murillo (Zamora) - Jonathan Fabbro (Cerro Porteño) - José Alí Mesa (Deportivo Táchira) - Juan Manuel Martínez (Boca Juniors) - Leandro Desábato (Estudiantes) - Leonardo Castro (Universitario de Sucre) | 2 gols (continuação) - Lucas Alario (River Plate) - Luis Tejada (Juan Aurich) - Marcos Delgado (Juan Aurich) - Marquinhos (Cruzeiro) - Michel Bastos (São Paulo) - Miguel Suárez (Universitario de Sucre) - Nicolás Albarracín (Montevideo Wanderers) - Nicolás Colazo (Boca Juniors) - Omar Sebastián Pérez (Santa Fe) - Pablo Zeballos (Atlético Nacional) - Patricio Toranzo (Huracán) - Ricardo Centurión (São Paulo) - Yamilson Rivera (Santa Fe) 1 gol (116) - Abdón Reyes (San José) - Agustín Viana (Danubio) - Alberto Contrera (Guaraní) - Alejandro Guerra (Atlético Nacional) - Alejandro Márquez (Palestino) - Alejandro Romero Gamarra (Huracán) - Alex (Internacional) - Alex Silva (Montevideo Wanderers) - Alexis Henríquez (Atlético Nacional) - Amaury Escoto (Tigres UANL) - André-Pierre Gignac (Tigres UANL) - Ángel Orué (San José) - Arlés Flores (Zamora) - Arturo González (Atlas) - Carlos (Atlético Mineiro) - Carlos Auzqui (Estudiantes) - Cecilio Domínguez (Cerro Porteño) - César Pereyra (Sporting Cristal) - César Valoyes (Juan Aurich) - Christian Ramos (Juan Aurich) - Christian Suárez (Atlas) - Dairon Mosquera (Santa Fe) - Darío Ocampo (Guaraní) - David Depetris (Monarcas Morelia) - Diego Riolfo (Montevideo Wanderers) - Diego Rosende (Palestino) - Dieter Villalpando (Tigres UANL) - Douglas Santos (Atlético Mineiro) - Éder Álvarez Balanta (River Plate) - Eduardo Domínguez (Huracán) - Emanuel Herrera (Emelec) - Emerson Sheik (Corinthians) - Ernesto Cristaldo (The Strongest) - Ezequiel Videla (Racing) - Fabián Monzón (Boca Juniors) - Fagner (Corinthians) - Federico Carrizo (Boca Juniors) - Federico Mancinelli (Huracán) - Felipe Flores (Colo-Colo) - Francisco Meza (Santa Fe) - Gabriel Valverde (San José) - Gastón Pereiro (Nacional) - Germán Centurión (The Strongest) - Giorgian De Arrascaeta (Cruzeiro) - Gonzalo Barreto (Danubio) - Guilherme (Atlético Mineiro) - Gustavo Lorenzetti (Universidad de Chile) - Henrique (Cruzeiro) - Hernán Rengifo (Juan Aurich) - Hernán Rodrigo López (Libertad) - Hugo Ayala (Tigres UANL) - Humberto Suazo (Colo-Colo) - Ignacio González (Universitario de Sucre) - Jairo Palomino (Atlético Nacional) | 1 gol (continuação) - Jason Silva (Palestino) - Jesús Dueñas (Tigres UANL) - Johan Arango (Once Caldas) - Jonathan Cafu (São Paulo) - Jonathan Copete (Atlético Nacional) - Jonathan Espericueta (Tigres UANL) - Jonathan Maidana (River Plate) - Jorge Alberto Rojas (Deportivo Táchira) - Jorge Daniel González (Libertad) - Jorge Henrique (Internacional) - Jorge Mendoza (Guaraní) - Jorge Recalde (Libertad) - José Arturo Rivas (Tigres UANL) - José Cáceres (Colo-Colo) - Josepmir Ballón (Sporting Cristal) - Juan (Internacional) - Juan Carlos Medina (Atlas) - Juan Cruz Komar (Boca Juniors) - Juan Daniel Roa (Santa Fe) - Leandro Marín (Boca Juniors) - Leandro Reymundez (Montevideo Wanderers) - Leandro Sosa (Danubio) - Léo (Cruzeiro) - Leonardo Jara (Estudiantes) - Leonardo Silva (Atlético Mineiro) - Leonardo Valencia (Palestino) - Lucas Villarruel (Huracán) - Luciano Acosta (Estudiantes) - Luciano Lollo (Racing) - Luis Carlos Arias (Santa Fe) - Luís Fabiano (São Paulo) - Luis Martelli (The Strongest) - Luis Páez (Santa Fe) - Marcelo Meli (Boca Juniors) - Marcelo Palau (Guaraní) - Mario Pineida (Independiente del Valle) - Martín Cauteruccio (San Lorenzo) - Mathías Corujo (Universidad de Chile) - Mathías Vidangossy (Palestino) - Matías Castro (Danubio) - Mauro Cetto (San Lorenzo) - Mauro Fernández (Emelec) - Mauro Matos (San Lorenzo) - Maximiliano Olivera (Montevideo Wanderers) - Nicolás Lodeiro (Boca Juniors) - Pedro Benítez (Libertad) - Rafael Acosta (Mineros de Guayana) - Rafael Carioca (Atlético Mineiro) - Ramiro Funes Mori (River Plate) - Reinaldo (São Paulo) - Renato Ramos (Palestino) - Réver (Internacional) - Robert Burbano (Emelec) - Rodrigo Ramallo (The Strongest) - Rubén Cuesta (Universitario de Sucre) - Santiago Tréllez (Libertad) - Sebastián Palacios (Boca Juniors) - Sergio Blanco (Sporting Cristal) - Vitinho (Internacional) - Washington Camacho (Racing) - Willian (Cruzeiro) - Yerry Mina (Santa Fe) Gols contra (4) - Arturo Mina (Ind. del Valle, para o Estudiantes) - Geferson (Internacional, para o Tigres UANL) - Germán Lanaro (Palestino, para o Nacional) - Yerry Mina (Santa Fe, para o Internacional) |

## Maiores públicos
Esses são os dez maiores públicos do campeonato:[carece de fontes?]
| Nº | Público | Mandante     | Placar     | Visitante    | Estádio             | Data        | Rodada         | Ref.   |
| -- | ------- | ------------ | ---------- | ------------ | ------------------- | ----------- | -------------- | ------ |
| 1  | 69 000  | River Plate  | 3–0        | Tigres UANL  | Monumental de Núñez | 5 de agosto | Final          |        |
| 2  | 67 000  | River Plate  | 2–0        | Guaraní      | Monumental de Núñez | 14 de julho | Semifinal      |        |
| 3  | 66 369  | São Paulo    | 1–0        | Cruzeiro     | Morumbi             | 6 de maio   | Oitavas        | [ 11 ] |
| 4  | 62 000  | River Plate  | 1–0        | Boca Juniors | Monumental de Núñez | 7 de maio   | Oitavas        | [ 12 ] |
| 5  | 57 000  | River Plate  | 0–1        | Cruzeiro     | Monumental de Núñez | 21 de maio  | Quartas        | [ 13 ] |
| 6  | 55 951  | Cruzeiro     | 0–3        | River Plate  | Mineirão            | 27 de maio  | Quartas        | [ 14 ] |
| 7  | 50 000  | River Plate  | 1–1        | Tigres UANL  | Monumental de Núñez | 5 de março  | Fase de grupos | [ 15 ] |
| 7  | 50 000  | Boca Juniors | [ nota 1 ] | River Plate  | La Bombonera        | 14 de maio  | Oitavas        | [ 16 ] |
| 7  | 50 000  | Racing       | 0–0        | Guaraní      | El Cilindro         | 28 de maio  | Quartas        |        |
| 10 | 48 000  | River Plate  | 3–0        | San José     | Monumental de Núñez | 15 de abril | Fase de grupos |        |

## Médias de público
Estas são as médias de público dos clubes na Libertadores.[carece de fontes?]
| Equipe                  | Total   | Mandos | Média  |
| ----------------------- | ------- | ------ | ------ |
| River Plate             | 374 000 | 7      | 53 429 |
| Boca Juniors            | 182 000 | 4      | 45 500 |
| Internacional           | 243 388 | 6      | 40 565 |
| Tigres                  | 277 000 | 7      | 39 571 |
| Corinthians             | 194 061 | 5      | 38 812 |
| Colo-Colo               | 113 000 | 3      | 37 667 |
| São Paulo               | 148 066 | 4      | 37 017 |
| Racing Club             | 180 000 | 5      | 36 000 |
| San Lorenzo             | 102 000 | 3      | 34 000 |
| Cruzeiro                | 161 512 | 5      | 32 302 |
| Estudiantes (LP)        | 130 000 | 5      | 26 000 |
| Atlético Nacional       | 102 722 | 4      | 25 681 |
| Sporting Cristal        | 65 000  | 3      | 21 667 |
| Universidad de Chile    | 65 000  | 3      | 21 667 |
| Huracán                 | 85 000  | 4      | 21 250 |
| Atlas                   | 61 500  | 3      | 20 500 |
| Morelia                 | 20 000  | 1      | 20 000 |
| Santa Fe                | 99 879  | 5      | 19 976 |
| Atlético Mineiro        | 78 395  | 4      | 19 599 |
| Deportivo Táchira       | 73 000  | 4      | 18 250 |
| Emelec                  | 82 000  | 5      | 16 400 |
| San José                | 48 000  | 3      | 16 000 |
| Juan Aurich             | 47 000  | 3      | 15 667 |
| The Strongest           | 62 000  | 4      | 15 500 |
| Universitario de Sucre  | 57 000  | 4      | 14 250 |
| Guaraní                 | 74 000  | 6      | 12 333 |
| Once Caldas             | 12 000  | 1      | 12 000 |
| Barcelona               | 36 000  | 3      | 12 000 |
| Cerro Porteño           | 12 000  | 1      | 12 000 |
| Montevideo Wanderers    | 46 000  | 4      | 11 500 |
| Zamora                  | 34 000  | 3      | 11 333 |
| Libertad                | 26 500  | 3      | 8 833  |
| Mineros de Guayana      | 24 500  | 3      | 8 167  |
| Palestino               | 29 382  | 4      | 7 346  |
| Danubio                 | 14 000  | 3      | 4 667  |
| Independiente del Valle | 2 000   | 1      | 2 000  |
| Nacional                | 80      | 1      | 80     |
| Alianza Lima            | 0       | 1      | 0      |

## Classificação geral
Oficialmente a CONMEBOL não reconhece uma classificação geral de participantes na Copa Libertadores. A tabela a seguir classifica as equipes de acordo com a fase alcançada e considerando os critérios de desempate.
| Classificação final             | Classificação final    | Classificação final | Classificação final | Classificação final | Classificação final | Classificação final | Classificação final | Classificação final | Classificação final | Classificação final | Classificação final |
| Pos.                            | Times                  | P                   | J                   | V                   | E                   | D                   | GP                  | GC                  | SG                  |                     |                     |
| ------------------------------- | ---------------------- | ------------------- | ------------------- | ------------------- | ------------------- | ------------------- | ------------------- | ------------------- | ------------------- | ------------------- | ------------------- |
| Campeão                         |                        |                     |                     |                     |                     |                     |                     |                     |                     |                     |                     |
| 1                               | River Plate            | 22                  | 14                  | 5                   | 7                   | 2                   | 18                  | 9                   | +9                  |                     |                     |
| Vice-campeão                    |                        |                     |                     |                     |                     |                     |                     |                     |                     |                     |                     |
| 2                               | Tigres UANL            | 25                  | 14                  | 7                   | 4                   | 3                   | 25                  | 16                  | +9                  |                     |                     |
| Eliminados nas semifinais       |                        |                     |                     |                     |                     |                     |                     |                     |                     |                     |                     |
| 3                               | Internacional          | 23                  | 12                  | 7                   | 2                   | 3                   | 23                  | 15                  | +8                  |                     |                     |
| 4                               | Guaraní                | 20                  | 12                  | 5                   | 5                   | 2                   | 17                  | 13                  | +4                  |                     |                     |
| Eliminados nas quartas de final |                        |                     |                     |                     |                     |                     |                     |                     |                     |                     |                     |
| 5                               | Santa Fe               | 18                  | 10                  | 6                   | 0                   | 4                   | 14                  | 9                   | +5                  |                     |                     |
| 6                               | Racing                 | 17                  | 10                  | 5                   | 2                   | 3                   | 18                  | 10                  | +8                  |                     |                     |
| 7                               | Cruzeiro               | 17                  | 10                  | 5                   | 2                   | 3                   | 10                  | 7                   | +3                  |                     |                     |
| 8                               | Emelec                 | 16                  | 10                  | 5                   | 1                   | 4                   | 12                  | 8                   | +4                  |                     |                     |
| Eliminados nas oitavas de final |                        |                     |                     |                     |                     |                     |                     |                     |                     |                     |                     |
| 9                               | Boca Juniors           | 18                  | 8                   | 6                   | 0                   | 2                   | 19                  | 3                   | +16                 |                     |                     |
| 10                              | São Paulo              | 15                  | 8                   | 5                   | 0                   | 3                   | 10                  | 5                   | +5                  |                     |                     |
| 11                              | Atlético Nacional      | 14                  | 8                   | 4                   | 2                   | 2                   | 13                  | 9                   | +4                  |                     |                     |
| 12                              | Corinthians            | 13                  | 8                   | 4                   | 1                   | 3                   | 9                   | 6                   | +3                  |                     |                     |
| 12                              | Estudiantes            | 13                  | 8                   | 4                   | 1                   | 3                   | 9                   | 6                   | +3                  |                     |                     |
| 14                              | Montevideo Wanderers   | 11                  | 8                   | 3                   | 2                   | 3                   | 11                  | 11                  | 0                   |                     |                     |
| 15                              | Universitario de Sucre | 10                  | 8                   | 2                   | 4                   | 2                   | 6                   | 6                   | 0                   |                     |                     |
| 16                              | Atlético Mineiro       | 10                  | 8                   | 3                   | 1                   | 4                   | 8                   | 9                   | –1                  |                     |                     |

| Eliminados na fase de grupos |                         |   |   |   |   |   |    |    |     |
| Pos.                         | Times                   | P | J | V | E | D | GP | GC | SG  |
| 17                           | The Strongest           | 9 | 6 | 3 | 0 | 3 | 10 | 11 | –1  |
| 18                           | Colo-Colo               | 9 | 6 | 3 | 0 | 3 | 8  | 9  | –1  |
| 19                           | Libertad                | 8 | 6 | 2 | 2 | 2 | 5  | 8  | –3  |
| 20                           | Palestino               | 7 | 6 | 2 | 1 | 3 | 6  | 6  | 0   |
| 21                           | San Lorenzo             | 7 | 6 | 2 | 1 | 3 | 3  | 4  | –1  |
| 22                           | Huracán                 | 7 | 6 | 1 | 4 | 1 | 6  | 7  | –1  |
| 22                           | Sporting Cristal        | 7 | 6 | 1 | 4 | 1 | 6  | 7  | –1  |
| 24                           | Atlas                   | 6 | 6 | 2 | 0 | 4 | 4  | 9  | –5  |
| 25                           | Juan Aurich             | 6 | 6 | 1 | 3 | 2 | 9  | 11 | –2  |
| 26                           | Mineros de Guayana      | 4 | 6 | 1 | 1 | 4 | 5  | 10 | –5  |
| 27                           | Barcelona de Guayaquil  | 4 | 6 | 1 | 1 | 4 | 5  | 11 | –6  |
| 28                           | San José                | 4 | 6 | 1 | 1 | 4 | 3  | 11 | –8  |
| 29                           | Universidad de Chile    | 3 | 6 | 1 | 0 | 5 | 7  | 16 | –9  |
| 30                           | Danubio                 | 3 | 6 | 1 | 0 | 5 | 4  | 14 | –10 |
| 31                           | Deportivo Táchira       | 3 | 6 | 0 | 3 | 3 | 6  | 15 | –9  |
| 32                           | Zamora                  | 0 | 6 | 0 | 0 | 6 | 3  | 21 | –18 |
| Eliminados na primeira fase  |                         |   |   |   |   |   |    |    |     |
| 33                           | Nacional                | 3 | 2 | 1 | 0 | 1 | 2  | 2  | 0   |
| 34                           | Independiente del Valle | 3 | 2 | 1 | 0 | 1 | 1  | 4  | –3  |
| 35                           | Cerro Porteño           | 1 | 2 | 0 | 1 | 1 | 3  | 4  | –1  |
| 36                           | Monarcas Morelia        | 1 | 2 | 0 | 1 | 1 | 1  | 3  | –2  |
| 37                           | Once Caldas             | 1 | 2 | 0 | 1 | 1 | 1  | 5  | –4  |
| 38                           | Alianza Lima            | 1 | 2 | 0 | 1 | 1 | 0  | 4  | –4  |